# Trachyopella binuda
Trachyopella binuda är en tvåvingeart som beskrevs av Rohacek och Marshall 1985. Trachyopella binuda ingår i släktet Trachyopella och familjen hoppflugor.
Artens utbredningsområde är Florida. Inga underarter finns listade i Catalogue of Life.